# Ditomyia mexicana
Ditomyia mexicana är en tvåvingeart som först beskrevs av Giglio-tos 1890.  Ditomyia mexicana ingår i släktet Ditomyia och familjen hårvingsmyggor. Inga underarter finns listade i Catalogue of Life.